# 1321
Portal Geschichte | Portal Biografien | Aktuelle Ereignisse | Jahreskalender | Tagesartikel

◄ |
13. Jahrhundert |
14. Jahrhundert
| 15. Jahrhundert | ►

◄ |
1290er |
1300er |
1310er |
1320er
| 1330er | 1340er | 1350er | ►

◄◄ |
◄ |
1317 |
1318 |
1319 |
1320 |
1321
| 1322 | 1323 | 1324 | 1325 | ► | ►►
Staatsoberhäupter  · Nekrolog
| Januar | Januar | Januar | Januar | Januar | Januar | Januar | Januar |
| Kw     | Mo     | Di     | Mi     | Do     | Fr     | Sa     | So     |
| ------ | ------ | ------ | ------ | ------ | ------ | ------ | ------ |
| 1      |        |        |        | 1      | 2      | 3      | 4      |
| 2      | 5      | 6      | 7      | 8      | 9      | 10     | 11     |
| 3      | 12     | 13     | 14     | 15     | 16     | 17     | 18     |
| 4      | 19     | 20     | 21     | 22     | 23     | 24     | 25     |
| 5      | 26     | 27     | 28     | 29     | 30     | 31     |        |

| Februar | Februar | Februar | Februar | Februar | Februar | Februar | Februar |
| Kw      | Mo      | Di      | Mi      | Do      | Fr      | Sa      | So      |
| ------- | ------- | ------- | ------- | ------- | ------- | ------- | ------- |
| 5       |         |         |         |         |         |         | 1       |
| 6       | 2       | 3       | 4       | 5       | 6       | 7       | 8       |
| 7       | 9       | 10      | 11      | 12      | 13      | 14      | 15      |
| 8       | 16      | 17      | 18      | 19      | 20      | 21      | 22      |
| 9       | 23      | 24      | 25      | 26      | 27      | 28      |         |

| März | März | März | März | März | März | März | März |
| Kw   | Mo   | Di   | Mi   | Do   | Fr   | Sa   | So   |
| ---- | ---- | ---- | ---- | ---- | ---- | ---- | ---- |
| 9    |      |      |      |      |      |      | 1    |
| 10   | 2    | 3    | 4    | 5    | 6    | 7    | 8    |
| 11   | 9    | 10   | 11   | 12   | 13   | 14   | 15   |
| 12   | 16   | 17   | 18   | 19   | 20   | 21   | 22   |
| 13   | 23   | 24   | 25   | 26   | 27   | 28   | 29   |
| 14   | 30   | 31   |      |      |      |      |      |

| April | April | April | April | April | April | April | April |
| Kw    | Mo    | Di    | Mi    | Do    | Fr    | Sa    | So    |
| ----- | ----- | ----- | ----- | ----- | ----- | ----- | ----- |
| 14    |       |       | 1     | 2     | 3     | 4     | 5     |
| 15    | 6     | 7     | 8     | 9     | 10    | 11    | 12    |
| 16    | 13    | 14    | 15    | 16    | 17    | 18    | 19    |
| 17    | 20    | 21    | 22    | 23    | 24    | 25    | 26    |
| 18    | 27    | 28    | 29    | 30    |       |       |       |

| Mai | Mai | Mai | Mai | Mai | Mai | Mai | Mai |
| Kw  | Mo  | Di  | Mi  | Do  | Fr  | Sa  | So  |
| --- | --- | --- | --- | --- | --- | --- | --- |
| 18  |     |     |     |     | 1   | 2   | 3   |
| 19  | 4   | 5   | 6   | 7   | 8   | 9   | 10  |
| 20  | 11  | 12  | 13  | 14  | 15  | 16  | 17  |
| 21  | 18  | 19  | 20  | 21  | 22  | 23  | 24  |
| 22  | 25  | 26  | 27  | 28  | 29  | 30  | 31  |

| Juni | Juni | Juni | Juni | Juni | Juni | Juni | Juni |
| Kw   | Mo   | Di   | Mi   | Do   | Fr   | Sa   | So   |
| ---- | ---- | ---- | ---- | ---- | ---- | ---- | ---- |
| 23   | 1    | 2    | 3    | 4    | 5    | 6    | 7    |
| 24   | 8    | 9    | 10   | 11   | 12   | 13   | 14   |
| 25   | 15   | 16   | 17   | 18   | 19   | 20   | 21   |
| 26   | 22   | 23   | 24   | 25   | 26   | 27   | 28   |
| 27   | 29   | 30   |      |      |      |      |      |

| Juli | Juli | Juli | Juli | Juli | Juli | Juli | Juli |
| Kw   | Mo   | Di   | Mi   | Do   | Fr   | Sa   | So   |
| ---- | ---- | ---- | ---- | ---- | ---- | ---- | ---- |
| 27   |      |      | 1    | 2    | 3    | 4    | 5    |
| 28   | 6    | 7    | 8    | 9    | 10   | 11   | 12   |
| 29   | 13   | 14   | 15   | 16   | 17   | 18   | 19   |
| 30   | 20   | 21   | 22   | 23   | 24   | 25   | 26   |
| 31   | 27   | 28   | 29   | 30   | 31   |      |      |

| August | August | August | August | August | August | August | August |
| Kw     | Mo     | Di     | Mi     | Do     | Fr     | Sa     | So     |
| ------ | ------ | ------ | ------ | ------ | ------ | ------ | ------ |
| 31     |        |        |        |        |        | 1      | 2      |
| 32     | 3      | 4      | 5      | 6      | 7      | 8      | 9      |
| 33     | 10     | 11     | 12     | 13     | 14     | 15     | 16     |
| 34     | 17     | 18     | 19     | 20     | 21     | 22     | 23     |
| 35     | 24     | 25     | 26     | 27     | 28     | 29     | 30     |
| 36     | 31     |        |        |        |        |        |        |

| September | September | September | September | September | September | September | September |
| Kw        | Mo        | Di        | Mi        | Do        | Fr        | Sa        | So        |
| --------- | --------- | --------- | --------- | --------- | --------- | --------- | --------- |
| 36        |           | 1         | 2         | 3         | 4         | 5         | 6         |
| 37        | 7         | 8         | 9         | 10        | 11        | 12        | 13        |
| 38        | 14        | 15        | 16        | 17        | 18        | 19        | 20        |
| 39        | 21        | 22        | 23        | 24        | 25        | 26        | 27        |
| 40        | 28        | 29        | 30        |           |           |           |           |

| Oktober | Oktober | Oktober | Oktober | Oktober | Oktober | Oktober | Oktober |
| Kw      | Mo      | Di      | Mi      | Do      | Fr      | Sa      | So      |
| ------- | ------- | ------- | ------- | ------- | ------- | ------- | ------- |
| 40      |         |         |         | 1       | 2       | 3       | 4       |
| 41      | 5       | 6       | 7       | 8       | 9       | 10      | 11      |
| 42      | 12      | 13      | 14      | 15      | 16      | 17      | 18      |
| 43      | 19      | 20      | 21      | 22      | 23      | 24      | 25      |
| 44      | 26      | 27      | 28      | 29      | 30      | 31      |         |

| November | November | November | November | November | November | November | November |
| Kw       | Mo       | Di       | Mi       | Do       | Fr       | Sa       | So       |
| -------- | -------- | -------- | -------- | -------- | -------- | -------- | -------- |
| 44       |          |          |          |          |          |          | 1        |
| 45       | 2        | 3        | 4        | 5        | 6        | 7        | 8        |
| 46       | 9        | 10       | 11       | 12       | 13       | 14       | 15       |
| 47       | 16       | 17       | 18       | 19       | 20       | 21       | 22       |
| 48       | 23       | 24       | 25       | 26       | 27       | 28       | 29       |
| 49       | 30       |          |          |          |          |          |          |

| Dezember | Dezember | Dezember | Dezember | Dezember | Dezember | Dezember | Dezember |
| Kw       | Mo       | Di       | Mi       | Do       | Fr       | Sa       | So       |
| -------- | -------- | -------- | -------- | -------- | -------- | -------- | -------- |
| 49       |          | 1        | 2        | 3        | 4        | 5        | 6        |
| 50       | 7        | 8        | 9        | 10       | 11       | 12       | 13       |
| 51       | 14       | 15       | 16       | 17       | 18       | 19       | 20       |
| 52       | 21       | 22       | 23       | 24       | 25       | 26       | 27       |
| 53       | 28       | 29       | 30       | 31       |          |          |          |

| Januar | Januar | Januar | Januar | Januar | Januar | Januar | Januar |
| Kw     | Mo     | Di     | Mi     | Do     | Fr     | Sa     | So     |
| ------ | ------ | ------ | ------ | ------ | ------ | ------ | ------ |
| 1      |        |        |        | 1      | 2      | 3      | 4      |
| 2      | 5      | 6      | 7      | 8      | 9      | 10     | 11     |
| 3      | 12     | 13     | 14     | 15     | 16     | 17     | 18     |
| 4      | 19     | 20     | 21     | 22     | 23     | 24     | 25     |
| 5      | 26     | 27     | 28     | 29     | 30     | 31     |        |

| Februar | Februar | Februar | Februar | Februar | Februar | Februar | Februar |
| Kw      | Mo      | Di      | Mi      | Do      | Fr      | Sa      | So      |
| ------- | ------- | ------- | ------- | ------- | ------- | ------- | ------- |
| 5       |         |         |         |         |         |         | 1       |
| 6       | 2       | 3       | 4       | 5       | 6       | 7       | 8       |
| 7       | 9       | 10      | 11      | 12      | 13      | 14      | 15      |
| 8       | 16      | 17      | 18      | 19      | 20      | 21      | 22      |
| 9       | 23      | 24      | 25      | 26      | 27      | 28      |         |

| März | März | März | März | März | März | März | März |
| Kw   | Mo   | Di   | Mi   | Do   | Fr   | Sa   | So   |
| ---- | ---- | ---- | ---- | ---- | ---- | ---- | ---- |
| 9    |      |      |      |      |      |      | 1    |
| 10   | 2    | 3    | 4    | 5    | 6    | 7    | 8    |
| 11   | 9    | 10   | 11   | 12   | 13   | 14   | 15   |
| 12   | 16   | 17   | 18   | 19   | 20   | 21   | 22   |
| 13   | 23   | 24   | 25   | 26   | 27   | 28   | 29   |
| 14   | 30   | 31   |      |      |      |      |      |

| April | April | April | April | April | April | April | April |
| Kw    | Mo    | Di    | Mi    | Do    | Fr    | Sa    | So    |
| ----- | ----- | ----- | ----- | ----- | ----- | ----- | ----- |
| 14    |       |       | 1     | 2     | 3     | 4     | 5     |
| 15    | 6     | 7     | 8     | 9     | 10    | 11    | 12    |
| 16    | 13    | 14    | 15    | 16    | 17    | 18    | 19    |
| 17    | 20    | 21    | 22    | 23    | 24    | 25    | 26    |
| 18    | 27    | 28    | 29    | 30    |       |       |       |

| Mai | Mai | Mai | Mai | Mai | Mai | Mai | Mai |
| Kw  | Mo  | Di  | Mi  | Do  | Fr  | Sa  | So  |
| --- | --- | --- | --- | --- | --- | --- | --- |
| 18  |     |     |     |     | 1   | 2   | 3   |
| 19  | 4   | 5   | 6   | 7   | 8   | 9   | 10  |
| 20  | 11  | 12  | 13  | 14  | 15  | 16  | 17  |
| 21  | 18  | 19  | 20  | 21  | 22  | 23  | 24  |
| 22  | 25  | 26  | 27  | 28  | 29  | 30  | 31  |

| Juni | Juni | Juni | Juni | Juni | Juni | Juni | Juni |
| Kw   | Mo   | Di   | Mi   | Do   | Fr   | Sa   | So   |
| ---- | ---- | ---- | ---- | ---- | ---- | ---- | ---- |
| 23   | 1    | 2    | 3    | 4    | 5    | 6    | 7    |
| 24   | 8    | 9    | 10   | 11   | 12   | 13   | 14   |
| 25   | 15   | 16   | 17   | 18   | 19   | 20   | 21   |
| 26   | 22   | 23   | 24   | 25   | 26   | 27   | 28   |
| 27   | 29   | 30   |      |      |      |      |      |

| Juli | Juli | Juli | Juli | Juli | Juli | Juli | Juli |
| Kw   | Mo   | Di   | Mi   | Do   | Fr   | Sa   | So   |
| ---- | ---- | ---- | ---- | ---- | ---- | ---- | ---- |
| 27   |      |      | 1    | 2    | 3    | 4    | 5    |
| 28   | 6    | 7    | 8    | 9    | 10   | 11   | 12   |
| 29   | 13   | 14   | 15   | 16   | 17   | 18   | 19   |
| 30   | 20   | 21   | 22   | 23   | 24   | 25   | 26   |
| 31   | 27   | 28   | 29   | 30   | 31   |      |      |

| August | August | August | August | August | August | August | August |
| Kw     | Mo     | Di     | Mi     | Do     | Fr     | Sa     | So     |
| ------ | ------ | ------ | ------ | ------ | ------ | ------ | ------ |
| 31     |        |        |        |        |        | 1      | 2      |
| 32     | 3      | 4      | 5      | 6      | 7      | 8      | 9      |
| 33     | 10     | 11     | 12     | 13     | 14     | 15     | 16     |
| 34     | 17     | 18     | 19     | 20     | 21     | 22     | 23     |
| 35     | 24     | 25     | 26     | 27     | 28     | 29     | 30     |
| 36     | 31     |        |        |        |        |        |        |

| September | September | September | September | September | September | September | September |
| Kw        | Mo        | Di        | Mi        | Do        | Fr        | Sa        | So        |
| --------- | --------- | --------- | --------- | --------- | --------- | --------- | --------- |
| 36        |           | 1         | 2         | 3         | 4         | 5         | 6         |
| 37        | 7         | 8         | 9         | 10        | 11        | 12        | 13        |
| 38        | 14        | 15        | 16        | 17        | 18        | 19        | 20        |
| 39        | 21        | 22        | 23        | 24        | 25        | 26        | 27        |
| 40        | 28        | 29        | 30        |           |           |           |           |

| Oktober | Oktober | Oktober | Oktober | Oktober | Oktober | Oktober | Oktober |
| Kw      | Mo      | Di      | Mi      | Do      | Fr      | Sa      | So      |
| ------- | ------- | ------- | ------- | ------- | ------- | ------- | ------- |
| 40      |         |         |         | 1       | 2       | 3       | 4       |
| 41      | 5       | 6       | 7       | 8       | 9       | 10      | 11      |
| 42      | 12      | 13      | 14      | 15      | 16      | 17      | 18      |
| 43      | 19      | 20      | 21      | 22      | 23      | 24      | 25      |
| 44      | 26      | 27      | 28      | 29      | 30      | 31      |         |

| November | November | November | November | November | November | November | November |
| Kw       | Mo       | Di       | Mi       | Do       | Fr       | Sa       | So       |
| -------- | -------- | -------- | -------- | -------- | -------- | -------- | -------- |
| 44       |          |          |          |          |          |          | 1        |
| 45       | 2        | 3        | 4        | 5        | 6        | 7        | 8        |
| 46       | 9        | 10       | 11       | 12       | 13       | 14       | 15       |
| 47       | 16       | 17       | 18       | 19       | 20       | 21       | 22       |
| 48       | 23       | 24       | 25       | 26       | 27       | 28       | 29       |
| 49       | 30       |          |          |          |          |          |          |

| Dezember | Dezember | Dezember | Dezember | Dezember | Dezember | Dezember | Dezember |
| Kw       | Mo       | Di       | Mi       | Do       | Fr       | Sa       | So       |
| -------- | -------- | -------- | -------- | -------- | -------- | -------- | -------- |
| 49       |          | 1        | 2        | 3        | 4        | 5        | 6        |
| 50       | 7        | 8        | 9        | 10       | 11       | 12       | 13       |
| 51       | 14       | 15       | 16       | 17       | 18       | 19       | 20       |
| 52       | 21       | 22       | 23       | 24       | 25       | 26       | 27       |
| 53       | 28       | 29       | 30       | 31       |          |          |          |

## Ereignisse

### Politik und Weltgeschehen

#### Britische Inseln

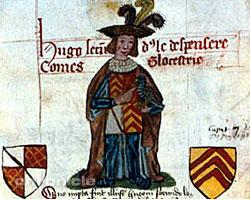
Hugh le Despenser

Im Despenser War plündern rebellierende englische Barone vom 4. bis zum 13. Mai die Besitzungen des königlichen Günstlings Hugh le Despenser in Wales. Die Barone erzwingen am 14. August die Verbannung von Despenser und seinem Vater durch König Eduard II., doch bereits ab Oktober geht der König gegen die Rebellen vor und kann bis Ende Dezember die Rebellion in Wales niederschlagen.

#### Balkan
- 29. Oktober: Nach dem Tod von Stefan Uroš II. Milutin wird sein Sohn Stefan Uroš III. Dečanski Herrscher des serbischen Königreichs Raszien, muss sich aber erst gegen eine Reihe anderer Thronanwärter durchsetzen.

#### Byzantinisches Reich
- Der erste Byzantinische Bürgerkrieg beginnt.

#### Nordosteuropa

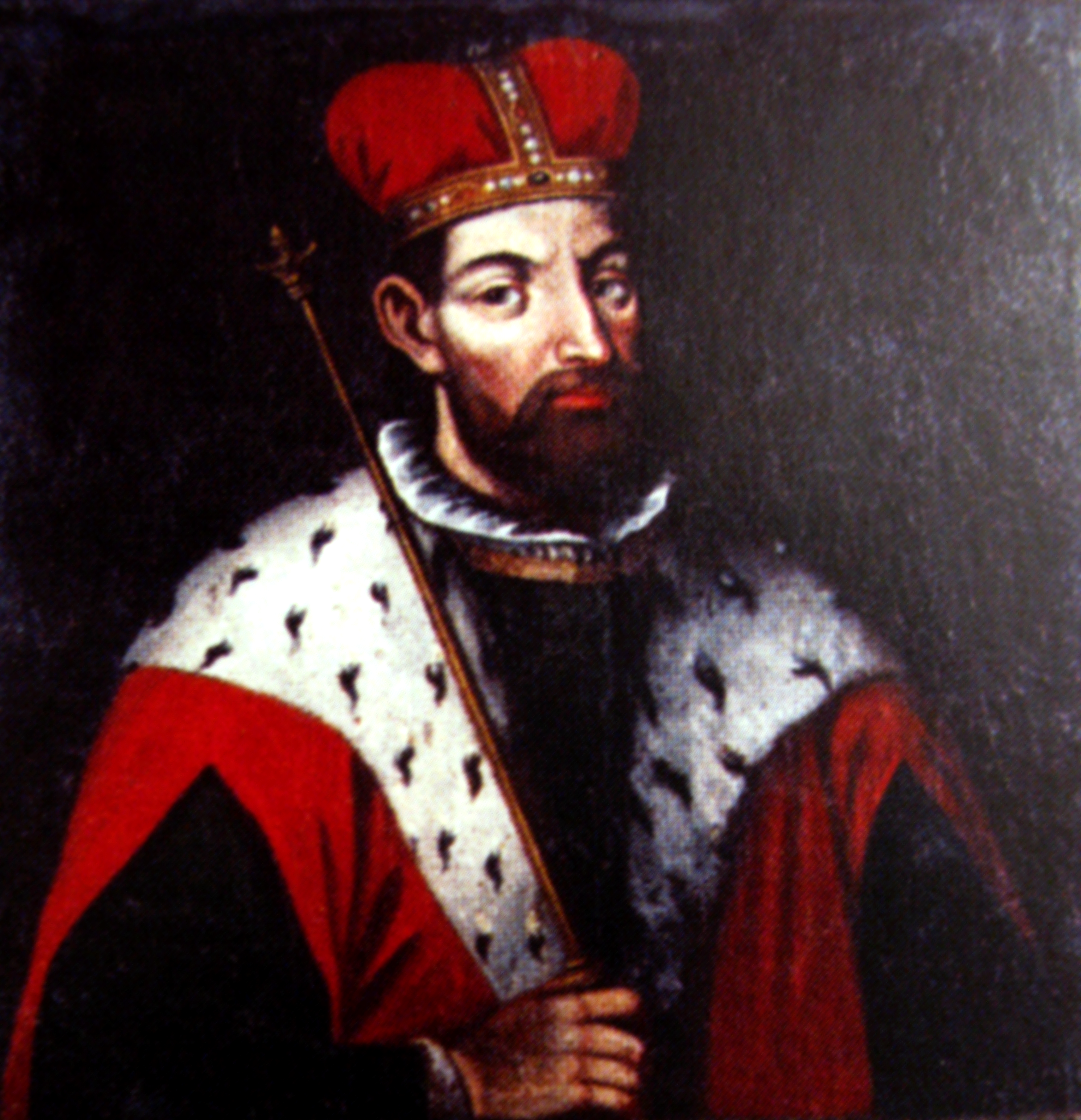
Gediminas, Großfürst von Litauen

Der litauische Fürst Gediminas besiegt, nachdem er Brest Owrutsch und Schitomir erobert hat, eine Streitmacht der südlichen Rus-Fürstentümer in der Schlacht am Irpen bei Kiew, was einen riesigen Gebietsgewinn für das Großfürstentum Litauen bedeutet und den Beginn von dessen Aufstieg zur Großmacht. Der Kiewer Fürst Stanislaw flieht nach der verlorenen Schlacht in das Fürstentum Rjasan. Gediminas erobert im Anschluss das Fürstentum Perejaslawl und beginnt die Invasion weiterer Fürstentümer wie Tschernigow und Kiew. Bei seinem Feldzug erobert er die Städte Perejaslaw, Putiwl, Wyschgorod, Kanew und Belgorod.

#### Stadtrechte und urkundliche Ersterwähnungen
- 10. Januar: Gundelshalm wird erstmals urkundlich erwähnt. Friedrich von Maihingen, Propst von Herrieden, erwirbt vom Hochstift Eichstätt mehrere Huben im Ort.
- Graf Engelbert II. von der Mark bestätigt der Stadt Bochum in einer Urkunde bestehende Befugnisse des Schultheißen. Dies wird häufig als die Verleihung von Stadtrechten erwähnt.
- Altrei wird erstmals urkundlich erwähnt.
- Das Dorf Unsere Liebe Frau im Walde wird als Käserei erstmals erwähnt.

### Wissenschaft und Technik

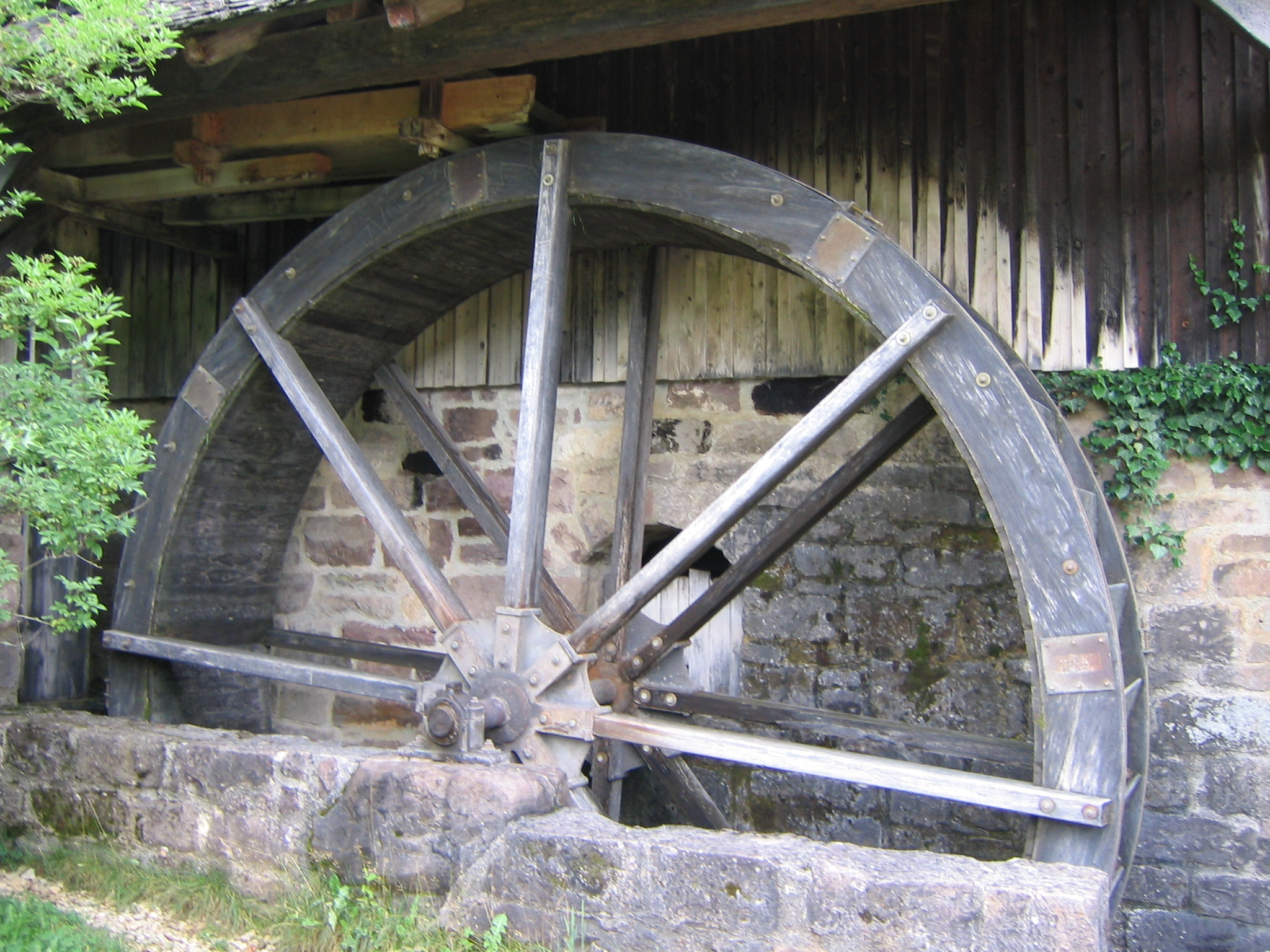
Oberschlächtiges Wasserrad im Freilichtmuseum Neuhausen ob Eck

- In Deutschland wird das wasserbetriebene Hammerwerk bekannt.

### Kultur
Kurz vor seinem Tod im Exil bei Guido Novello da Polenta in Ravenna vollendet Dante Alighieri die Divina Commedia (Göttliche Komödie). Sie gilt als bedeutendste Dichtung der italienischen Literatur und begründet gleichzeitig die italienische Sprache als Schriftsprache. Zudem wird sie als eines der größten Werke der Weltliteratur angesehen.
Guido entsendet Dante im Herbst auf eine diplomatische Mission nach Venedig, von der der Dichter erkrankt zurückkehrt und in der Nacht auf den 14. September verstirbt.

### Gesellschaft

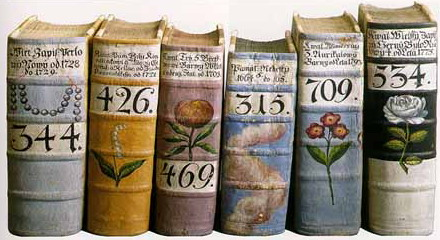
Register der böhmischen Landtafel

- Die böhmische Landtafel wird eingerichtet, ein Register, in denen der Adel seine wichtigen Rechtsgeschäfte aufzeichnen lässt. In den Landtafeln wird vor allem der adlige Grundbesitz erfasst. Trotz des Namens finden aber keine Holztafeln, sondern Registerbücher Verwendung.
- 14. September: In Paris wird die Ménéstrandise gegründet, eine bis 1776 bestehende Zunft von Musikern, Jongleuren und Ménestrels.

### Religion
- Als Nachfolger des am 20. September verstorbenen Dietrich II. von Itter wird Bernhard V. zur Lippe Bischof von Paderborn. Er war bereits unter seinen beiden Vorgängern Tutor und Defensor in der weltlichen Herrschaft des Bischofs und damit der eigentliche Machthaber im entstehenden Hochstift Paderborn.
- Nach der Eroberung Kiews durch das Großfürstentum Litauen unter Großfürst Gediminas erfolgt die Gründung der römisch-katholischen Diözese Kiew.

Außenansicht der Klosterkirche von Gračanica

- Der serbische König Stefan Uroš II. Milutin gründet das Kloster Gračanica.
- Wilhelm Belibaste, der letzte Katharerbischof, wird verhaftet und auf dem Scheiterhaufen in Villerouge-Termenès verbrannt.
- Der Armutsstreit gewinnt eine neue Qualität, es beginnt die Phase des „theoretischen Armutsstreits.“

## Geboren

### Geburtsdatum gesichert
- 5. Juli: Johanna Plantagenet, Königin von Schottland († 1362)
- 29. August: Jean d’Artois, Graf von Eu († 1387)

### Genaues Geburtsdatum unbekannt
- al-Mansur Abu Bakr, Sultan der Mamluken († 1341)
- Klara, Gräfin von Freiburg († 1368)
- Mohammed ibn Dschuzayy, arabisch-andalusischer Gelehrter, Dichter und Historiker († 1357)
- Nikolaus von Holstein, Graf von Holstein-Rendsburg († 1397)
- Peter von Thorberg, Schweizer Ritter, Vogt in Entlebuch und Stifter des Klosters Thorberg († 1400)
- Francesco Traini, italienischer Maler des Trecento († 1365)

### Geboren um 1321
- Robert FitzPayn, englischer Adeliger († 1393)
- Johannes III., Kaiser von Trapezunt († 1362)
- Henry Percy, englischer Magnat († 1368)
- Waldemar IV., König von Dänemark († 1375)

## Gestorben

### Erstes Halbjahr
- 10. Januar: Maria von Brabant, Königin von Frankreich (* 1254)

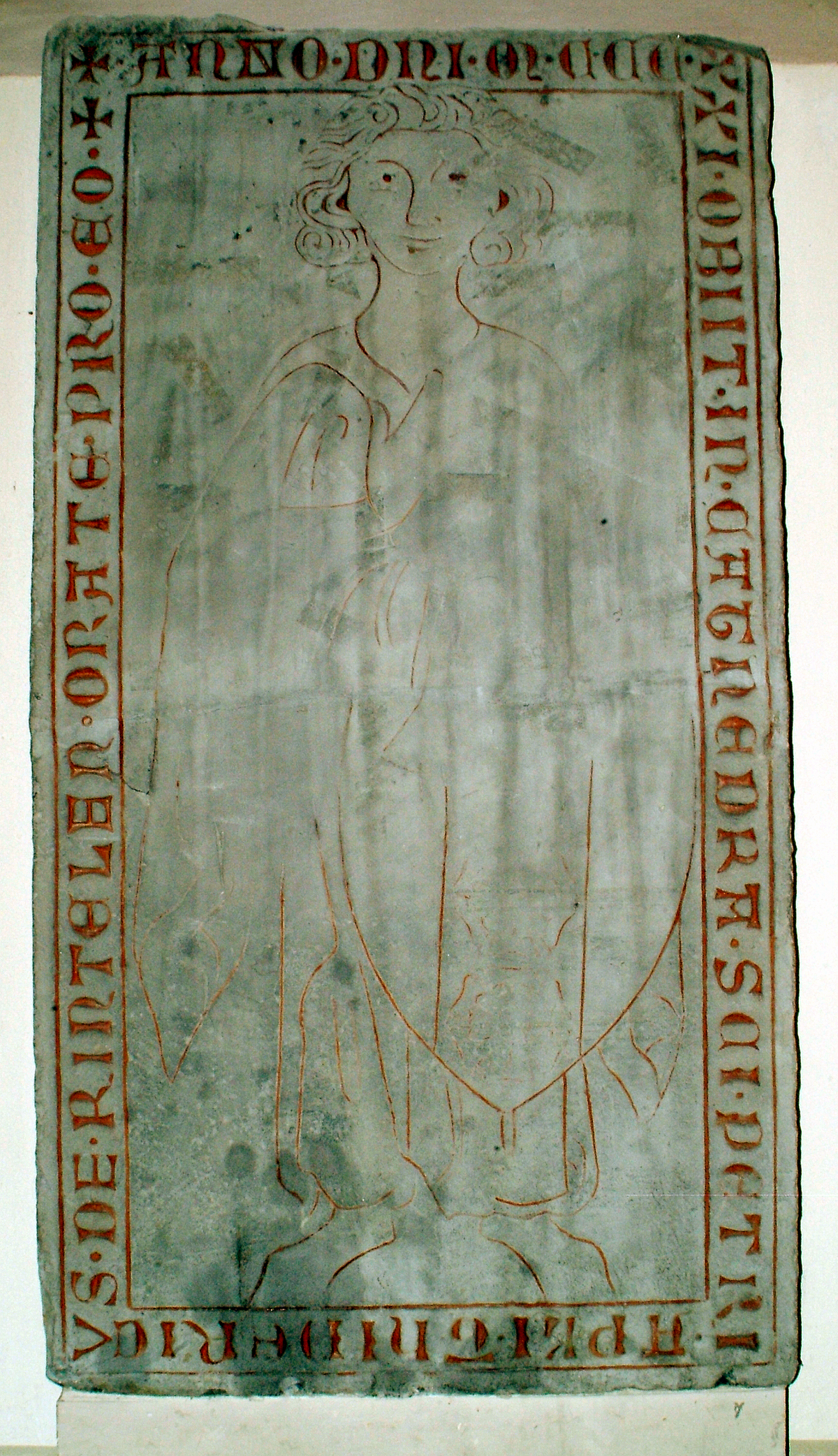
Grabplatte des Dietrich von Rinteln: Die Ritzzeichnung in der Kreuzkirche ist die älteste erhaltene Grabmal in Hannover

- 22. Februar: Dietrich von Rinteln, Ratsherr und Stadthauptmann von Hannover
- 18. März: Matthäus Csák, Adeliger und Oligarch im Königreich Ungarn (* um 1260)
- 19. April: Gerasimos I., Patriarch von Konstantinopel
- 27. April Niccolò Alberti, italienischer Kardinal und Bischof von Spoleto (* um 1250)
- April: Johannes Tarchaneiotes, byzantinischer Aristokrat und Feldherr
- 28. Mai: John Iweyn, englischer Ritter
- 31. Mai: Birger Magnusson, König von Schweden (* 1280)

### Zweites Halbjahr
- 1. Juli: Maria de Molina, Königin von Kastilien und León (* um 1265)
- 19. Juli: Siegfried von Gelnhausen, Bischof von Chur
- 23. Juli: Thomas de Berkeley, 1. Baron Berkeley, englischer Adeliger (* 1245)
- 31. Juli: Ibn al-Banna' al-Marrakuschi, marokkanischer Mathematiker und Astronom (* 1256)
- 18. August: Rinaldo da Concorezzo, Erzbischof von Ravenna (* um 1250)
- 31. August: Ludeko, Bischof von Pomesanien
- vor 13. September: Edmund Butler, Earl of Carrick, anglo-irischer Adeliger und Beamter

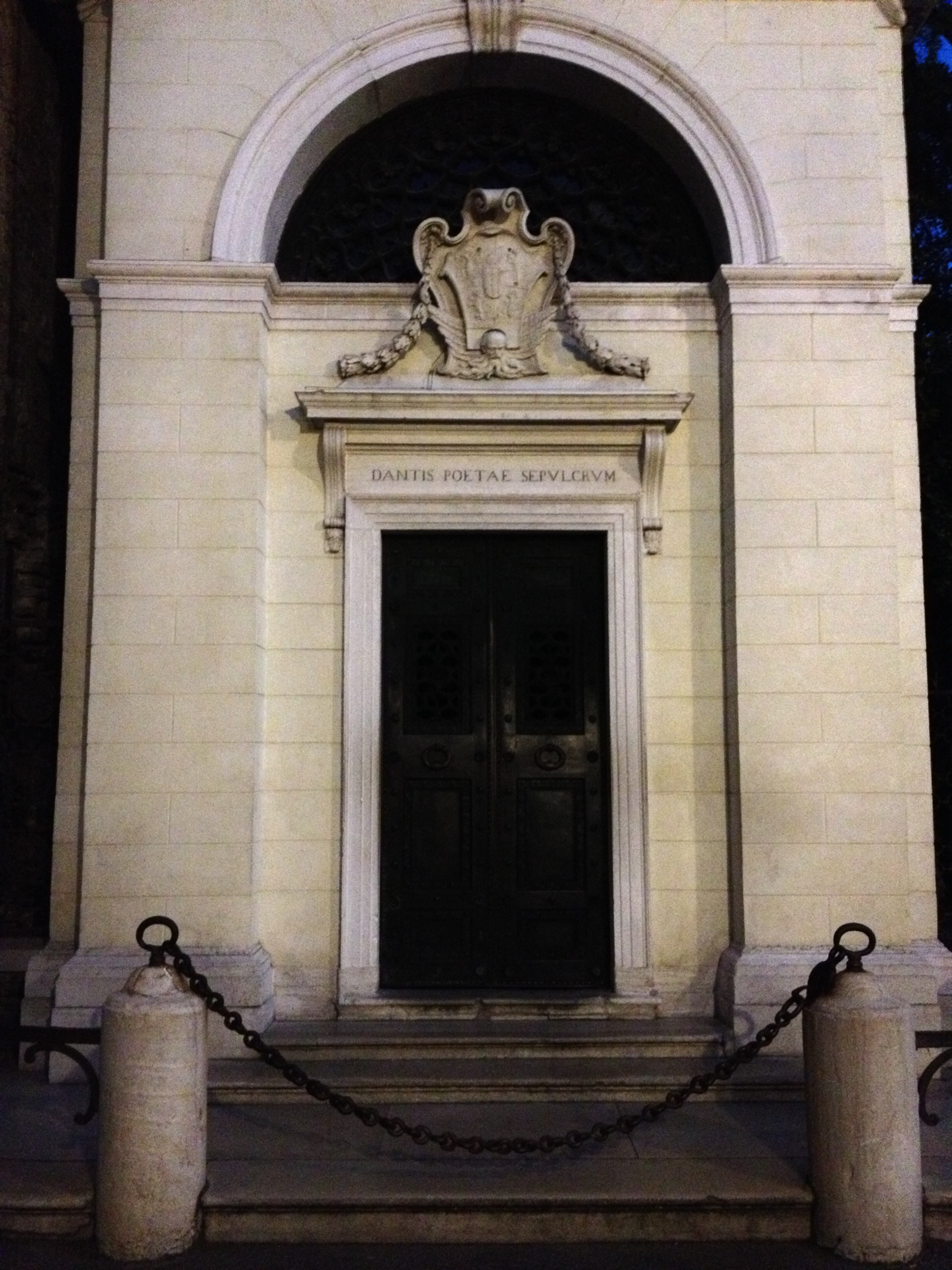
Dantes Grabmal in Ravenna

- 14. September: Dante Alighieri, italienischer Dichter und Philosoph (* 1265)
- 20. September: Dietrich II. von Itter, Bischof von Paderborn (* um 1260)
- 17. Oktober: Lamba Doria, Flottenführer der Republik Genua (* vor 1250)
- 17. Oktober: Johann von Konstanz, Weihbischof in Köln
- 29. Oktober: Stefan Uroš II. Milutin, König von Serbien (* 1253)
- 9. November: Walter Langton, Lord High Treasurer sowie Bischof von Coventry und Lichfield
- 25. November: Nicholas Seagrave, 1. Baron Seagrave (of Barton Segrave and Stowe), englischer Adliger und Militär (* nach 1256)

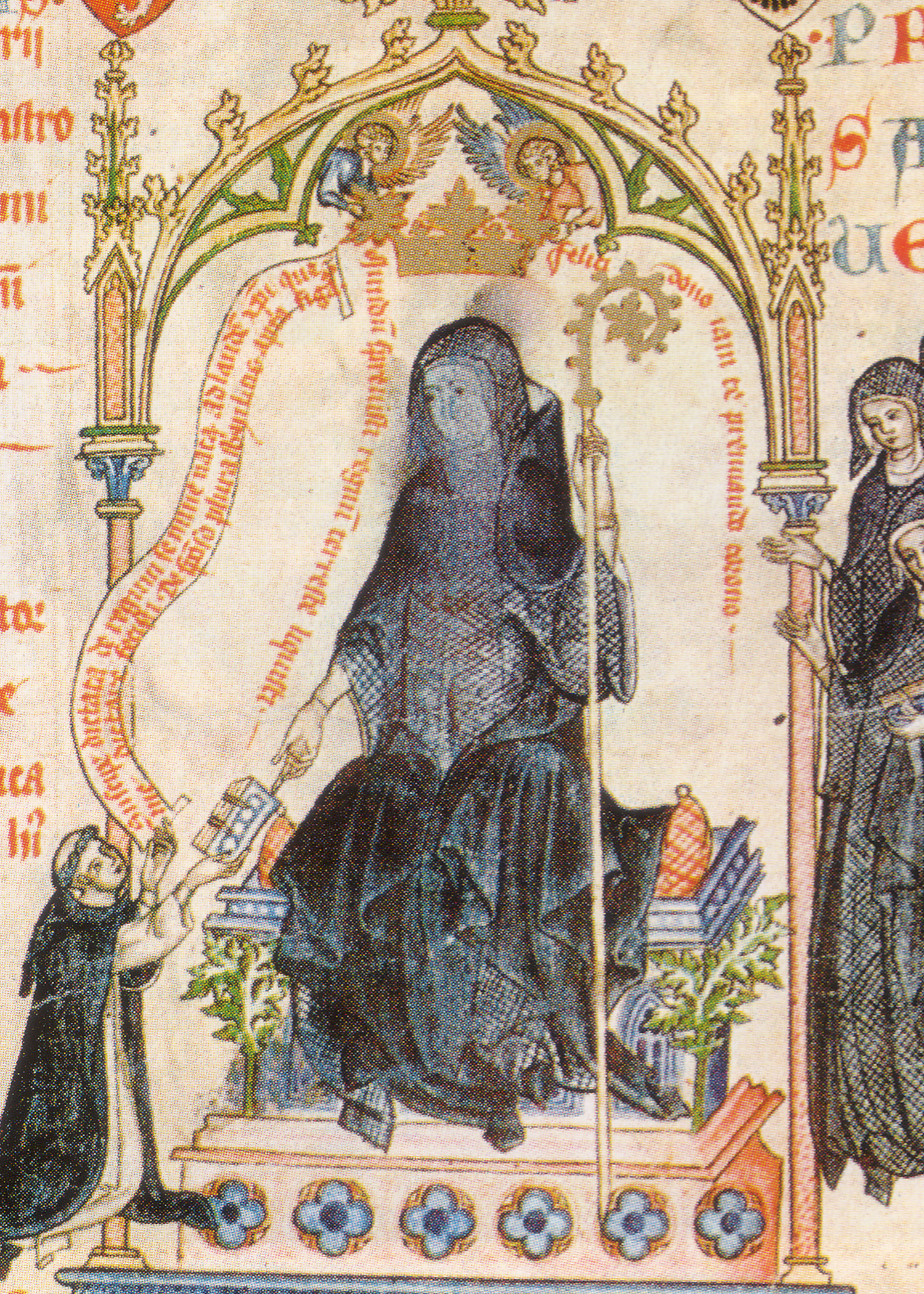
Widmungsblatt des Kunigundenpassionals, entstanden zwischen 1312 und 1321; die Äbtissin ist darauf als Königstochter und Braut Christi abgebildet.

- 27. November: Kunigunde von Böhmen, böhmische Prinzessin und Äbtissin des Georgsklosters in der Prager Burg (* 1265)
- Herbst: Wilhelm Belibaste, letzter Wanderasket der Katharer im Langudoc (* um 1280)

### Genaues Todesdatum unbekannt
- Johann II., Graf von Holstein-Kiel (* 1253)
- Bartolomeo da Varignana, Stadtarzt, Medizinprofessor und Hofbeamter in Bologna

### Gestorben um 1321
- Yunus Emre, türkischer Dichter und Mystiker